# Walangsanga
Walangsanga is een bestuurslaag in het regentschap Pemalang van de provincie Midden-Java, Indonesië. Walangsanga telt 6523 inwoners (volkstelling 2010).